# Österreichische Gebärdensprache

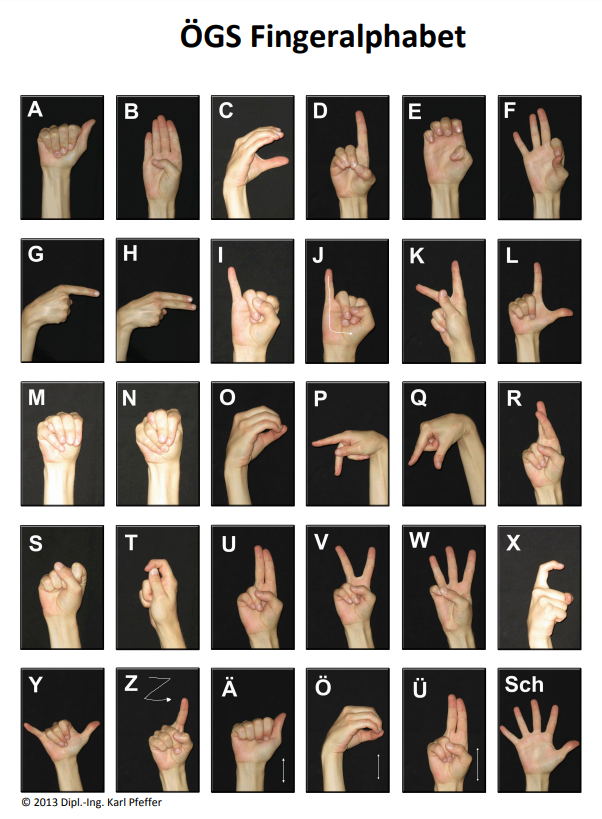
Fingeralphabet der ÖGS

Die Österreichische Gebärdensprache (ÖGS) ist die in Österreich verwendete Gebärdensprache. Die ÖGS entwickelte sich ab dem späten 18. Jahrhundert als eine der verwandten Österreichisch-ungarischen Gebärdensprachen. Sie ist mit der Deutschschweizer Gebärdensprache verwandt, jedoch nicht mit der Deutschen Gebärdensprache.

## Grammatik
In der ÖGS ist die Satzstellung eines Aussagesatzes grundsätzlich: Subjekt – Objekt – Prädikat. Zeitliche Angaben werden meist am Anfang eines Satzes markiert.
Einzelne Gebärden bestehen – wie derzeit bei allen Gebärdensprachen der Welt – aus manuellen und non-manuellen Komponenten. Zu den manuellen Komponenten zählen: die Handform, die Handorientierung und -stellung, die Ausführungsstelle und die Bewegung. Zu den non-manuellen zählen: die Mimik, die Mundgestik, das Mundbild, die Kopf- und Körperhaltung und die Blickrichtung.

## Rechtslage
Die ÖGS ist seit dem 1. September 2005 in Artikel 8 Absatz 3 des Bundes-Verfassungsgesetzes ausdrücklich als Sprache anerkannt. Darin heißt es: „Die Österreichische Gebärdensprache ist als eigenständige Sprache anerkannt. Das Nähere bestimmen die Gesetze.“ Das bedeutet, dass die Österreichische Gebärdensprache seit 2005 offiziell anerkannt, es aber lange keine Gesetze gab, die das Recht auf eigene Schulen, Bildungseinrichtungen (wie sie für die slowenische Sprache oder die burgenlandkroatische Sprache in Österreich vorhanden sind) absichern.
Ab Schuljahr 2024/25 traten neue Lehrpläne in Kraft, wonach die Österreichische Gebärdensprache im Regelschulwesen gelehrt werden kann. Allgemein bildende höhere Schulen (AHS) können ÖGS-Unterricht allen Schülerinnen und Schülern – unabhängig von ihrem Hörstatus – als zweite lebende Fremdsprache (jeweils 4-jährig) sowie als Wahlpflichtgegenstand (3-jährig) anbieten. Schülerinnen und Schüler können somit auch im Fach ÖGS die Matura ablegen. Für gehörlose und gehörbeeinträchtigte Schülerinnen und Schüler wird mit der Verordnung der neuen sonderpädagogischen Lehrpläne ÖGS als verbindliche Übung verankert werden.

## Medien
Lernprogramme:
- Lingvano: Online Gebärdensprache lernen: E-Learning-Plattform für die Österreichische Gebärdensprache
- Wolfgang Georgsdorf: Mudra, Multimediapaket zur Österreichischen Gebärdensprache, Fischer Film 2001
- Wolfgang Georgsdorf: Kinder-Mudra – Lernprogramm für Kinder
- shake hands Lernbücher und Übungs-DVDs